# 原田実 (棋士)
原田実（はらだ みのる、1936年 - 2021年7月10日）は、日本のアマチュア棋士。アマ四強の1人だった。
全日本アマチュア本因坊戦に7回優勝しており、2010年に「名誉アマチュア本因坊」の称号が贈られた。
日本棋院神奈川県支部連合会顧問、神奈川県囲碁連盟相談役、囲碁研究会「遊仙会」「みのる会」主宰、NPO法人日本福祉囲碁協会客員。

## 略歴
1936年、鹿児島県に生まれる。
1948年に囲碁をはじめる。
東京都立大学に進学し、1958年、1959年と全日本学生本因坊決定戦に優勝する。
1960年に日立製作所に入社する。
1961年に全日本アマチュア本因坊戦に優勝。以後、1963年、1964年、1968年、1989年、1997年、2003年と優勝する。
1964年に朝日アマ囲碁十傑戦に優勝。以後、1965年、1986年、1988年に優勝している。
1970年、関西棋院から「アマチュア7段」。1976年、安永一とアマ四強に、「アマチュア初の七段位」が日本棋院から贈られた。
2000年に日立製作所を退社する。同2000年 アマチュア八段（日本棋院）。
2008年に第37回大倉喜七郎賞を受賞。
2010年に名誉アマチュア本因坊の称号が贈られた。過去4回以上の優勝者の菊池康郎、原田実、三浦浩、中園清三、平田博則の5名が主催の毎日新聞社より顕彰を受けた。
2021年7月10日、急性心不全で死去。85歳没。